# Hartley H. T. Jackson

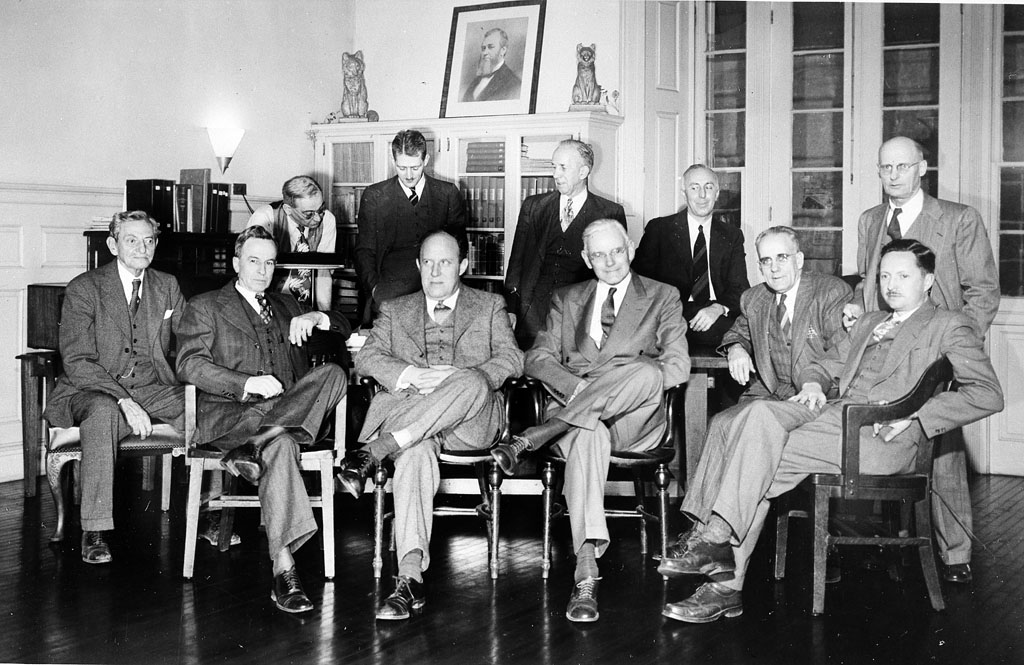
Hartley Jackson (stehend, 3.v.l.) beim 108. Treffen des Baird Ornithological Club (1948)

Hartley Harrad Thompson Jackson (* 19. Mai 1881 in Milton, Wisconsin; † 20. September 1976 in Durham, North Carolina), meist als Hartley H. T. Jackson zitiert, war ein US-amerikanischer Mammaloge.

## Leben
Jackson war der Sohn der englischen Einwanderer Harrad und Mary Thompson Jackson, und das einzige ihrer acht Kinder, das in Amerika geboren wurde. Er interessierte sich schon früh für Naturgeschichte und begann im Alter von elf Jahren mit einer Vogelsammlung. Seine erste wissenschaftliche Arbeit über Kreischeulen erschien 1897 in der Zeitschrift Nidologist, als er 16 Jahre alt war. Seine erste Arbeit über Säugetiere, die sich mit den Wühlmäusen von Wisconsin befasste, erschien 1903 in der Milton College Review.
Jackson besuchte die Grund- und Mittelschule in Milton und schrieb sich dann am Milton College ein, wo er 1904 seinen Bachelor of Science in Chemie und Zoologie erwarb. Anschließend unterrichtete er an der Senior High School in Carthage, Missouri, wo er Anna Marcia Adams aus Rhinelander, Wisconsin, kennenlernte, die er im August 1910 heiratete. Zwei weitere Stellen als Lehrer für Naturwissenschaften folgten in kurzer Zeit in Juda, Wisconsin, und Waukegan, Illinois. 1908 nahm er ein Studium an der University of Wisconsin auf, wo er 1909 mit der Arbeit A contribution to the natural history of the amphipod, Hyalella knickerbockeri (Bate) zum Master of Arts graduierte. Während seiner Zeit an der Universität unterrichtete er Laborzoologie und identifizierte und katalogisierte die Vogelsammlung der Abteilung für Zoologie. Später schenkte er dieser Einrichtung seine eigene Säugetiersammlung.
In den Sommern arbeitete er mit dem Wisconsin Geological and Natural History Survey zusammen. Im Februar 1910 trat er in die Forschungsabteilung der Division of Biological Survey des US-Landwirtschaftsministeriums in Washington, D.C. ein und wurde mit der Leitung der Säugetiersammlung betraut. In diesen frühen Jahren des Biological Survey führte er auch Feldforschungen in Arizona und Wisconsin durch, einschließlich der Sammlung von Säugetier- und Vogelarten.
1914 wurde er mit der Dissertation The biota of Ridgeway Bog, Wisconsin: a study in ecology and distribution zum Ph.D. in Zoologie an der George Washington University promoviert.
Im Jahr 1917 vereinbarte Edward William Nelson, der damalige Leiter der Division of Biological Survey, mit dem Wisconsin Geological and Natural History Survey eine gemeinsame Studie über die Fauna von Wisconsin. Jackson wurde beauftragt, die Division of Biological Survey als Forschungsleiter zu vertreten, wobei sich der Wisconsin Survey bereit erklärte, Mittel für einen Feldassistenten bereitzustellen.
Der Zoologe George Wagner (1873–1954), Professor an der University of Wisconsin–Madison, wurde als Vertreter des Wisconsin Geological and Natural History Survey ernannt. Obgleich es bereits ab 1912 Feldstudien gab, wurde die eigentliche Feldforschung offiziell erst 1917 aufgenommen. Danach führten Jackson und andere Wissenschaftler jeden Sommer regelmäßige Feldarbeiten im Bundesstaat durch, bis das Projekt 1922 inaktiv wurde. Es wurde 1940 reaktiviert, als es Jackson trotz hoher administrativer Belastung gelang, einen Teilbericht über die Vögel sowie einen eher skizzenhaften Bericht mit dem Titel Summer Birds of Northwestern Wisconsin zu verfassen, der zwischen 1941 und 1943 in 11 Ausgaben der Zeitschrift Passenger Pigeon erschien. Die Wisconsin-Studie bildete auch die Grundlage für Jacksons bedeutendstes Buch, The Mammals of Wisconsin, das 1951 veröffentlicht wurde.
In der Einleitung verteidigte er das Lebenszonenkonzept von Clinton Hart Merriam und seinen anderen Mitarbeitern des Biological Survey gegen die damals aktuelle Kritik von Ökologen. Er nutzte dieses Konzept als Grundlage für die Einteilung der Pflanzen- und Tierverbreitung in Wisconsin in drei Lebenszonen. Hartley schrieb zwei Artikel für die Zeitschrift North American Fauna: A review of the American Moles in der Ausgabe 38 im Jahr 1915 und A taxonomic review of the American Long-tailed Shrews in der Ausgabe 51 im Jahr 1928.
Eine administrative Umstrukturierung innerhalb des Bureau of Biological Survey im Jahr 1934 beendete den größten Teil von Jacksons persönlicher Forschung, da seine Aufsichtspflichten stark zunahmen. Nach einer Reihe von Aufsichtsfunktionen in der Forschung, die er seit 1924 innehatte, wurde er zum Leiter einer neuen Abteilung in der Division of Wildlife Research ernannt, die 1936 als Section of Wildlife Surveys umbenannt wurde. Zu Beginn seiner Regierungslaufbahn konzentrierten sich Jacksons Studien hauptsächlich auf Spitzmäuse. 1930 änderte sich der Schwerpunkt auf Pelztiere, was seine administrative Verantwortung für die Arbeit an diesen Tieren widerspiegelt. 1937 begann er mit einer jährlichen Zusammenstellung von Big Game Inventories und in den 1940er Jahren zeigten seine Veröffentlichungen ein wachsendes Interesse an gefährdeten Arten, die später zu seinem Hauptanliegen werden sollten.
Die Projekte in der Section of Wildlife Surveys umfassten lebenszyklische, taxonomische, verbreitungsbezogene und ökologische Studien von Wildtieren, Erhebungen zur Wildtiermanagementplanung, kooperative Wildtierforschung in Land Grant Colleges, Untersuchung der Wildtierressourcen in Alaska und Forschung über die Wildtiere des National Forest.
Auf dem Höhepunkt ihres Wirkens in den Jahren 1939 und 1940 umfasste Jacksons Abteilung so unterschiedliche Aktivitäten wie das Studium von Wildtruthühnern und Gabelböcken im Wichita Mountains Wildlife Refuge, Oklahoma, durch Frank B. McMurray und Charles H. Rause, die Untersuchung von Großwildsäugetieren in mehreren nationalen Schutzgebieten durch Jackson und Edward Alphonso Goldman, die Untersuchung von Vögeln aus Texas und anderswo durch Harry Church Oberholser, die Untersuchung der Beziehung zwischen Timberwölfen und Dickhornschafen in Alaska und die Ökologie des Matanuska-Tals in Alaska durch Lawrence J. Palmer, Beobachtungen über Marder in Idaho durch William Marshall, Untersuchung der Säugetiere im Staat Washington durch Victor Blanchard Scheffer und Zusammenstellung von Daten für Monografien über Wölfe und Pumas durch Stanley Paul Young und Edward Alphonso Goldman.
Während des Zweiten Weltkriegs war Jackson Mitglied in zwei Ausschüssen des War Production Board. Er arbeitete mit dem Rodent Control Subcommittee des National Research Council zusammen und erstellte Listen von Ratten- und Mäusearten in Ostasien, auf den Pazifischen Inseln und in Australien. Zudem unterstützte er das Office of Strategic Services bei der Beschaffung von Informationen über Alaska, insbesondere über die Aleuten, wo Olaus J. Murie und andere Forscher des Biological Survey geografische Informationen erhielten, die anderswo in der Regierung nicht verfügbar waren. 1949 wurde Jackson zum leitenden Biologen ernannt.
Nach 41 Jahren im Dienst der Regierung ging Hartley Jackson im Mai 1951 in den Ruhestand. Nach seiner Pensionierung nutzte er weiterhin sein Büro im National Museum of Natural History, arbeitete aber hauptsächlich an einer Geschichte des Bureau of Biological Survey, die jedoch nie veröffentlicht wurde.
Im Februar 1919 war Jackson Gründungsmitglied der American Society of Mammalogists (ASM). Er war Vorsitzender (1919), Korrespondierender Sekretär (1919–1925), Vizepräsident (1937–1938) sowie von 1938 bis 1940 Präsident der ASM, wo er das erste Organisationskomitee leitete. Darüber hinaus bekleidete er eine Reihe von Ausschussposten. 1952 wurde er zum Ehrenmitglied gewählt und gehörte dem Vorstand der Gesellschaft seit ihrer Gründung an.
Von 1925 bis 1929 war Jackson Herausgeber des Journal of Mammalogy. Von seiner Bibliographie mit über 400 Titeln sind etwa drei Viertel Zusammenfassungen und Literaturhinweise, während etwa 100 wissenschaftliche Beiträge sind. Seine Verdienste um die Säugetierkunde und die American Society of Mammalogists waren sehr groß.
1925 wurde Jackson zum Mitglied des Washington Biologists’ Field Club gewählt, wo er von 1945 bis 1948 als Präsident diente. Zudem war Jackson von 1931 bis 1933 Präsident der Biological Society of Washington.
Er war Mitglied der American Association for the Advancement of Science, der American Ornithologists’ Union, der Cooper Ornithological Society, der Ecological Society of America, der Washington Academy of Sciences, der Wisconsin Academy of Sciences, Arts and Letters, der Wisconsin Society for Ornithology und der Wisconsin Natural History Society.
Jacksons erste Frau Anna starb im Oktober 1968. 1970 heiratete er Stephanie Deland Hall aus Durham, North Carolina, deren Vater der ehemalige Präsident des Milton College in Wisconsin war.

## Ehrungen und Dedikationsnamen
1977 gründete die ASM das Jackson Award Committee, das langjährige Mitglieder für herausragende Leistungen ehrt. Nach Jackson sind die Unterart Taxidea taxus jacksoni des Silberdachses sowie die Sankt-Lorenz-Rotzahnspitzmaus (Sorex jacksoni) benannt.